# Кметове на Ловеч
Това е списък на кметовете на град Ловеч от Освобождението на България до днес.

## История
Длъжността „кмет на Ловеч“ е създадена на 31 август/12 септември) 1877 г. след освобождението на града от османско владичество. Първите избори са проведени от Временното руско управление по правила, утвърдени от руския императорски комисар в България Александър Дондуков. Пръв кмет на града е Иван Драсов.
Следващите избори се провеждат на основание нормите на действащата конституция. Първоначално кметът е избиран от общинските съветници. При извънредни обстоятелства в системата на държавното управление е назначаван от министъра на вътрешните работи.
От 1991 г. се избира пряко от гражданите на Ловешката община. Днес кмет на Ловеч е изборна длъжност на местното самоуправление в Община Ловеч.

## Кметове
За периода 1877 – 2023 г. длъжността е заемана от 46 души:
- Анастас Кунчев – 5 – 15 юли 1877
- Иван Драсов, 31 август 1877 – 30 юли 1878 г.
- Иванчо Колев, 1878, 1880, 1884 – 1887, 1899 – 1900 г.
- Косто Попвачов, 1879, 1880 – 1881 г.
- Илийчо Дочов, 1879 г.
- Георги Векилски, 1881 – 1883 г.
- Марин Поплуканов, 1883 – 1884, 1887 – 1890 г.
- Първан Манев, 1890 г.
- Христо Драсов, 1890 – 1893 г.
- Цвятко Слабичков, 1883 – 1894 г.
- Стефан Златев, 1894 г.
- Васил Мичов, 1894 – 1895, 1900 – 1901, 1901 – 1902, 1902 – 1905 г.
- Петър Серев, 1895 – 1899 г.
- Косто Дочев, 1905 – 1908 г.
- Генко Деребеев, 1908 – 1912, 1919 – 1920, 1932 – 1933 г.
- Янко Чернев, 1912 – 1915 г.
- Васил Джабарски, 1915 – 1916 г.
- Коста Генов, 1916 – 1918 г.
- Стефан Димитров, 1920 г.
- Никола Илиев, 1920 – 1921 г.
- Иван Пъшков, 1921 – 1923 г.
- Банчо Ненов, 1923 г.
- Цанко Деребеев, 1923 – 1924 г.
- Цанко Цанков, 1924 – 1932 г.
- Иван Стойков, 1932 г.
- Пано Цаков, 1933 – 1934 г.
- Пеньо Джамбазов, 1934 – 1936 г.
- инж. Петър Иванчев, 1936 – 1944 г.
- Михал Неков, 1944 – 1946 г.
- Костадин Владински, 1946 – 1947 г.
- Иван Мишев, 1947 – 1948 г.
- Геновева Сиркова, 1948 – 1949 г.
- Атанас Мирчев, 1949 – 1950 г.
- Николай Генов, 1950 – 1956 г.
- Стефан Стефанов, 1956 – 1959 г.
- Томчо Бешев, 1959 – 1966 г.
- Коста Бенчев, 1966 – 1971 г.
- Дацо Тотев, 1971 – 1974 г.
- Панталей Димитров, 1975 – 1979 г.
- Петко Великов, 1979 – 1989 г.
- Илия Цонев, 1989 – 1990 г.
- Васил Витанов, 1990 – 1991 г.
- Минчо Диков, 1991 – 1995 г.
- Пламен Еврев, 1995 – 2003 г.
- Минчо Казанджиев, 2003 – 2015 г.
- Корнелия Маринова, 2015 – 2023 г.
- Страцимир Петков, 2023 – настоящ